# Pobeda (letecká společnost)
Pobeda (rusky: Победа) je ruská nízkonákladová letecká společnost vlastněná národní společností Aeroflot. Byla založena v roce 2014. Její hlavní základnou je letiště Moskva-Vnukovo. K září roku 2018 létá do 26 destinací, má flotilu 21 letounů. Název pobeda znamená v ruštině „vítězství".
Od 17. února 2018 létá tato společnost také přímou linku do Česka, konkrétně na letiště v Karlových Varech. Tam létá z Moskvy-Vnukova a to třikrát týdně v zimě a dvakrát týdně v létě (2019). Od zimního letového řádu 2019 bude linka létat denně. Linka byla při zahájení ze všech leteckých spojení mezi Českem a Ruskem nejlevnější.

## Flotila
K září 2018 provozovala tato společnost následující flotilu.
| Letadla          | Počet | Objednávky | Cestující | Poznámky              |
| Letadla          | Počet | Objednávky | Y         | Poznámky              |
| ---------------- | ----- | ---------- | --------- | --------------------- |
| Boeing 737-800   | 21    | 3          | 189       |                       |
| Boeing 737 MAX 8 | —     | 15         | ?         | Dodávky od roku 2019. |
| Celkem           | 21    | 18         |           |                       |